# Elegant brynblomfluga
Elegant brynblomfluga (Epistrophe eligans) är en tvåvingeart som först beskrevs av Harris 1780.  Elegant brynblomfluga ingår i släktet brynblomflugor, och familjen blomflugor. Arten är reproducerande i Sverige. Inga underarter finns listade i Catalogue of Life.

## Bildgalleri

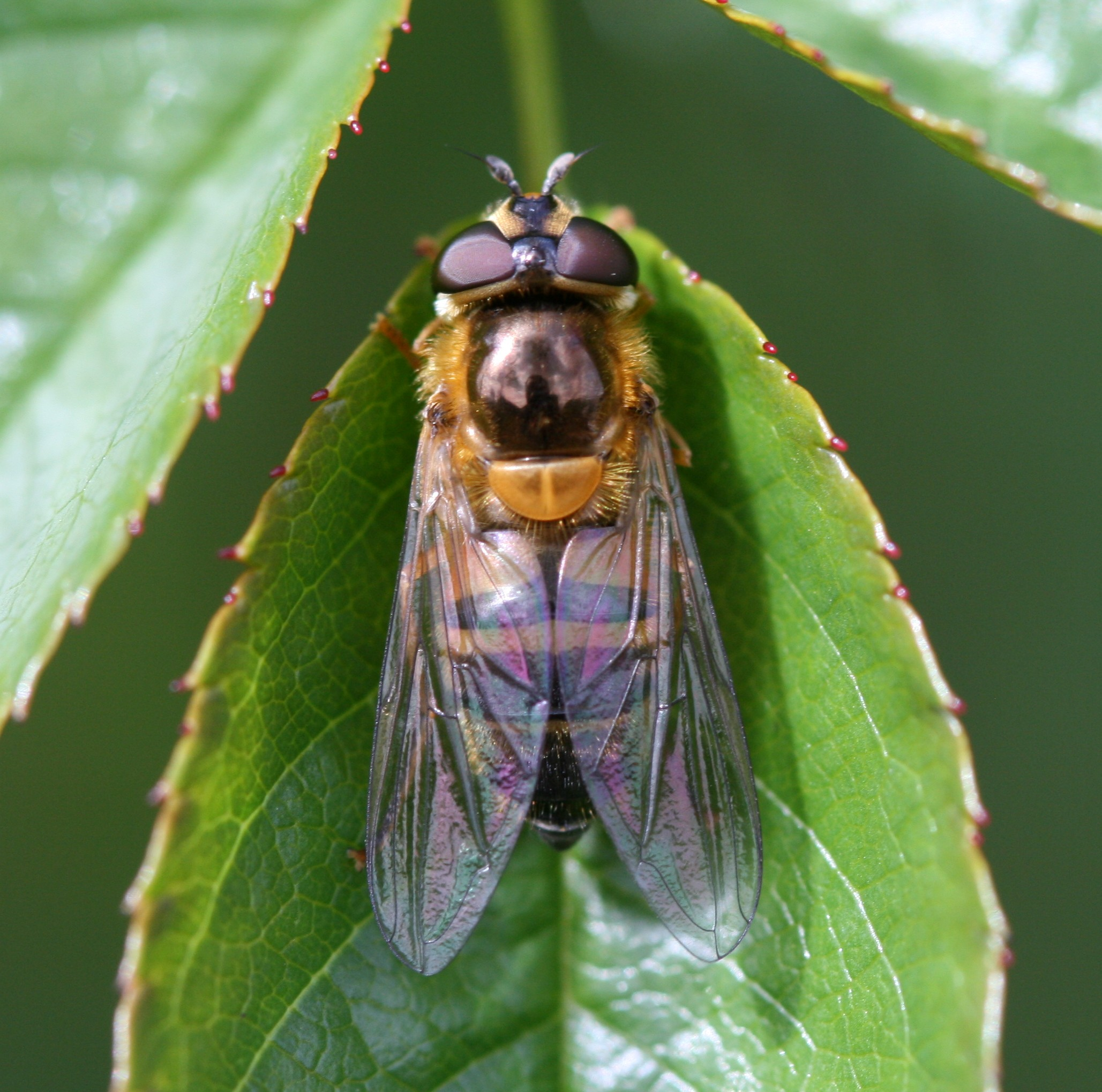
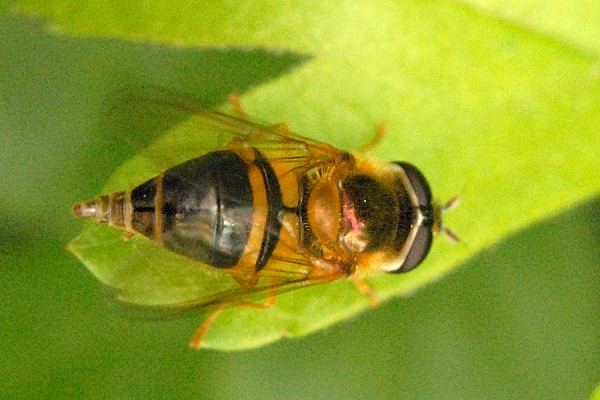
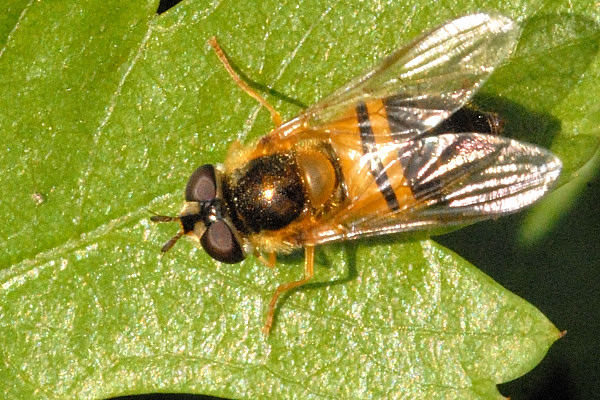